# قنبلة الرائحة الكريهة

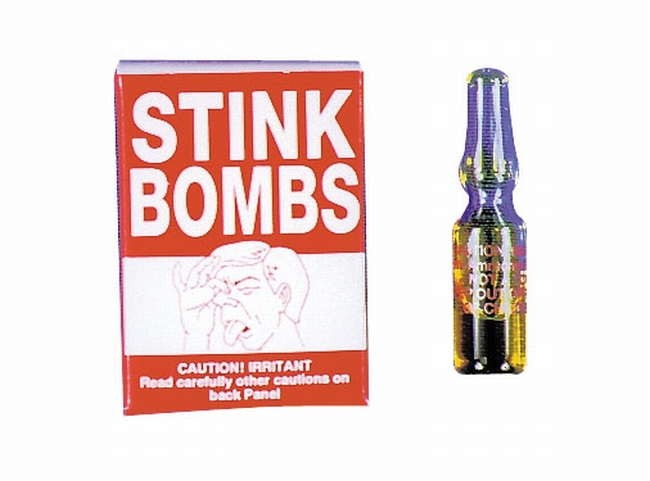

قنبلة الرئحة الكريهة (بالإنجليزية: stink bomb)‏ هي قنبلة تطلق رائحة كريهة تستخدم لتفريق المتظاهرين في حالات الشغب. وقد تم تطويرها عسكريا من القنابل البسيطة التي تستخدم في المزاح.
وتتكون أكثر قنابل الرائحة الكريهة تأثيرا من مزيج من عدة مواد بيولوجية كريهة الرائحة، ومن بين تلك الروائح البيولوجية: القيء والفضلات الآدمية والشعر المحترق والقمامة المتعفنة.